# 立川市立看護専門学校
立川市立看護専門学校（たちかわしりつかんごせんもんがっこう）は、かつて東京都立川市にあった市立看護専門学校。
同校の学生は、卒業時に看護師国家試験の受験資格等が得られた。

## 概要

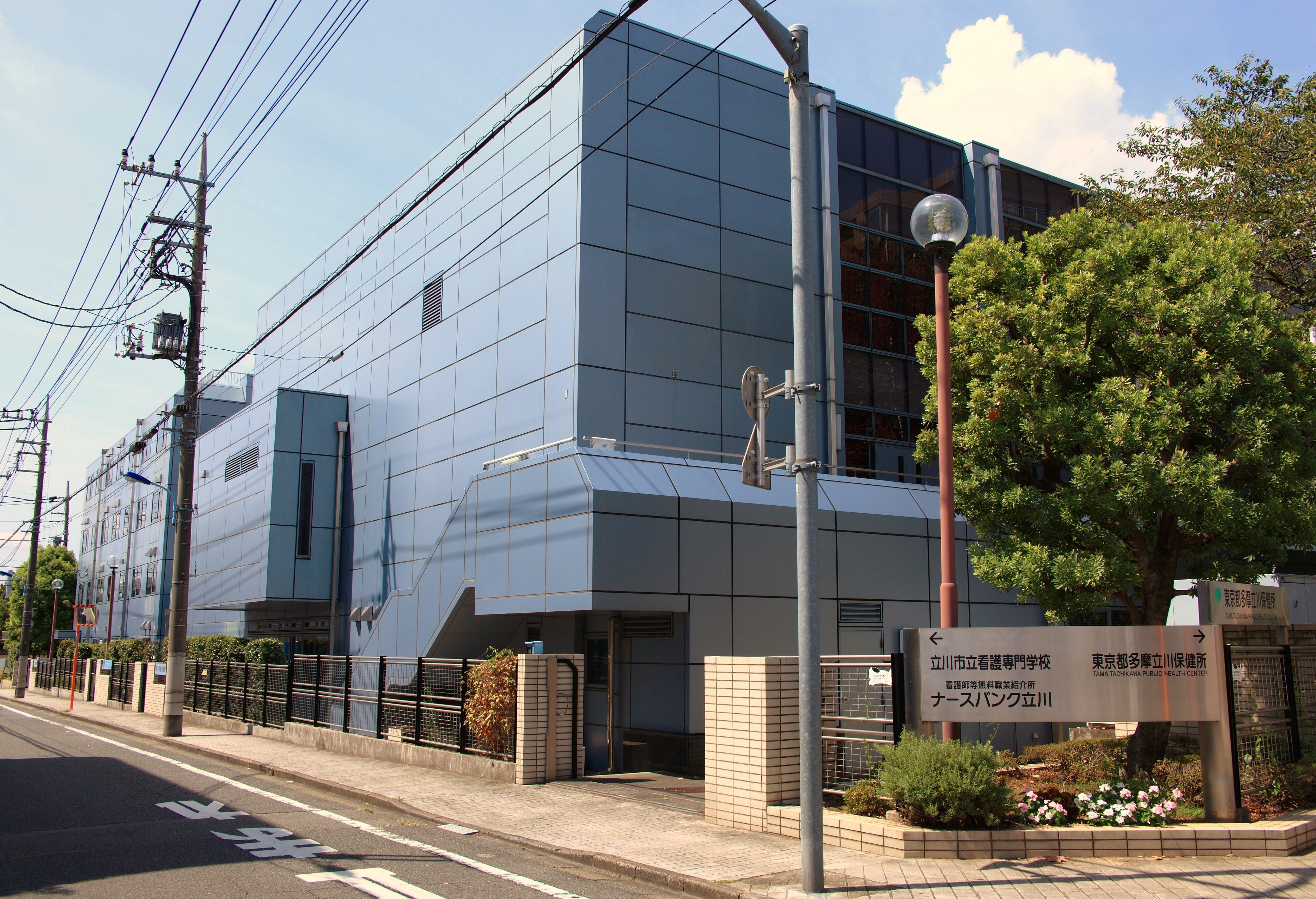
校舎外観（手前が体育館、左奥が学校入口）

立川市柴崎町にあった東京都立北多摩看護専門学校が1992年に東大和市へ移転することが発表され、跡施設を利用して看護学校を設置するよう求める要望が市内の医療関係者等から出された。
検討の結果、跡施設の一部を立川市が東京都から借り受け、1995年立川市立看護専門学校（以下「学校」）が設置された。跡施設には、このほか東京都多摩立川保健所、ナースバンク立川（看護師無料職業紹介所）が入り、3者で区分利用する形となった。学校は、教室・実習室のほか、寄宿舎棟の3・4階を改造（複数室を1室にするなど）して、校長室・教務室・事務室・会議室・図書室などに利用した。
開設当初は、働きながらでも学べるように、看護学科3年課程を昼間定時制（修業年限4年）とした。
2002年には、3年間で卒業したいとのニーズに対応するため、全日制（修業年限3年）に変更した。
しかし、市立病院を持たない市が看護師養成を行うことは稀であり、卒業生が市内の医療機関へ就職する率も低いことなどから、2013年閉校した。
なお、卒業生の卒業証明書発行などの事務は、立川市役所福祉総務課で扱っている。

### 教育理念
看護専門職業人を育成するため、人間尊重と生命の尊厳に基づいた豊かな人間性を形成し、科学的理論的体系に基づく専門知識・技術の習得とともに、自主的、継続的に研鑽を積み生涯にわたり看護の質を高め、拡大することのできる自ら学ぶ看護実践者の基礎教育を行う。

### 教育目的
教育理念に基づき、人間尊重の精神を基調とする看護職の役割を認識し、地域における看護の充実・発展を図るため、看護師としての必要な知識・技術・態度を養い、社会に貢献できる有能な人材を育成する。

### 教育目標
1. 人間を統合的に理解し、生命の尊厳と人権を尊重する態度を養う。
2. 保健医療福祉における看護の役割を認識し、健康の状態に対応した看護を実践するための基礎的能力を養う。
3. 健全な社会人としての態度及び専門職業人としての倫理に基づいた行動ができる能力を養う。
4. 科学的・理論的思考の方法を学び、研究的取り組みができる基礎を養う。
5. 看護専門職としての看護能力の向上・発展を目指し、生涯にわたり自ら学習し続ける資質を養う。

## 沿革
- 1995年（平成7年）4月 - 開校式・第1回入学式。看護学科3年課程、昼間定時制（修業年限4年）、学年定員40人
- 2002年（平成14年）4月 - 全日制（修業年限3年）へ変更するため、2002年度の学生募集を中止
- 2003年（平成15年）4月 - 全日制（修業年限3年）、学年定員30人に変更。第8回入学式（全日制第1期生）
- 2005年（平成17年）3月 - 第7回卒業式（昼間定時制最終）
- 2009年（平成21年）10月 - 2013年3月に閉校することを決定
- 2010年（平成22年）4月 - 第15回入学式（最終）
- 2013年（平成25年）3月 - 第15回卒業式・閉校式